# Pembroke (Malta)

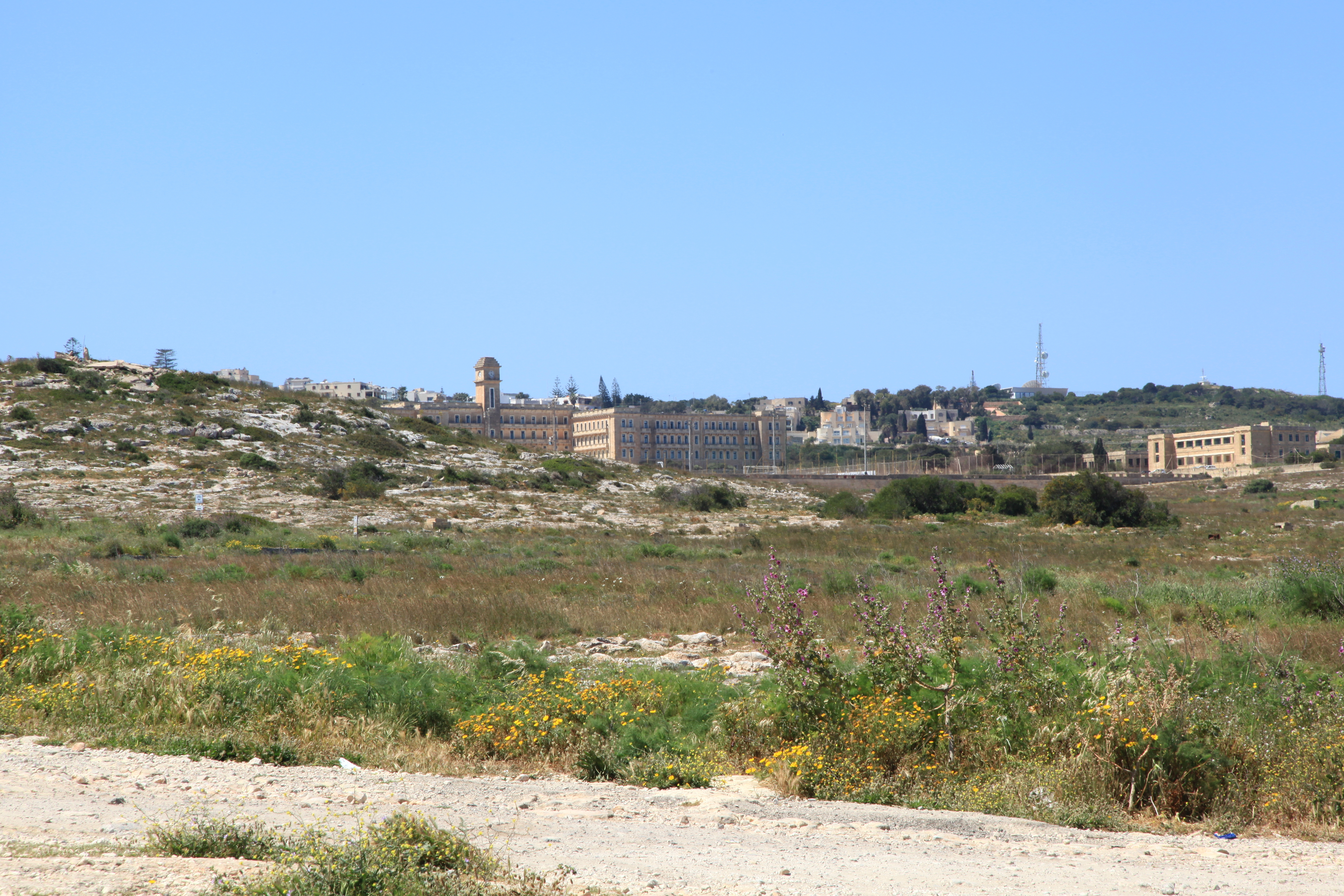
Pembroke

Pembroke é um povoado da ilha de Malta em Malta.